# Evangelos Mantzios
Evangelos Mantzios (griechisch Ευάγγελος Μάντζιος; auch ´Vangelis Mantzios`; * 22. April 1983 in Athen, Griechenland) ist ein ehemaliger griechischer Fußballspieler.

## Karriere
Evangelos Mantzios begann seine Karriere in seiner Geburtsstadt Athen beim Amateurverein Panionios Kallithea. 2001 wechselte er zum griechischen Traditionsverein Panionios Athen, wo er seinen ersten Profivertrag unterzeichnete. Bei Panionios schaffte Mantzios nach nur einer Saison den Sprung in die Stammformation und wusste trotz seines jungen Alters zu überzeugen. Bei Panionios kam er in der griechischen Meisterschaft auf insgesamt 67 Einsätze und 11 Tore. Nachdem Mantzios in der Saison 2004/2005 im UEFA-Pokal bei vier Einsätzen drei Tore erzielen konnte, wechselte er schließlich zu Panathinaikos Athen. Obwohl Mantzios anfangs bei Panathinaikos nur als Ergänzungsspieler verpflichtet wurde, schaffte er es auch hier, sich von Beginn an sich zu etablieren und erzielte unter anderem beim 2:1-Sieg der UEFA Champions League Begegnung gegen Werder Bremen ein Tor. Im Januar 2008 wechselte Mantzios auf Leihbasis zum Bundesligisten Eintracht Frankfurt. Dort debütierte er am 19. Spieltag gegen Arminia Bielefeld, als er in der 68. Spielminute für Markus Weissenberger eingewechselt wurde. Am 29. März hat er sein erstes Bundesligator gegen Bayer Leverkusen geschossen.
Am 31. Dezember 2009 wechselte Mantzios auf Leihbasis zum zyprischen Erstligisten Anorthosis Famagusta.
Am 4. Dezember 2016 fiel ein Dopingtest nach einer 0:4-Auswärtsniederlage gegen Meister Olympiakos positiv aus – ausgelöst durch ein Medikament, das der Spieler im Juni 2016 unter ärztlicher Behandlung eingenommen hatte. Sein Anwalt Yannis Marakakis erklärte, der 33-jährige Stürmer habe keine Kenntnis über die Zusammensetzung des Medikaments gehabt und die „umstrittene“ Substanz sei außerhalb des Wettkampfzeitraums eingenommen worden, wodurch kein Wettbewerbsvorteil entstanden sei. In den folgenden Tagen sollte er vor dem Disziplinarausschuss der ESCAN erscheinen. Infolge des positiven Tests spielte er ab dem 12. Februar 2017 nicht mehr und löste am Saisonende er seinen Vertrag mit Levadiakos auf.
Nach sechs Monaten unterschrieb er am 10. Januar 2018 einen Vertrag beim Gamma-Ethniki-Verein Egaleo AO Athen für den Rest der Saison 2017/18 zu einer nicht veröffentlichten Ablösesumme. Es war jedoch unklar, ob er aufgrund rechtlicher Probleme mit dem ESCAN-Disziplinarausschuss überhaupt für den Klub spielen könne. Am 19. Juni 2018 unterschrieb er einen Vertrag beim Super-League-Verein Apollon Smyrnis. Am 24. Januar 2019 unterschrieb er einen Einjahresvertrag bei Olympiakos Volos, kehrte jedoch am 26. Juni 2019 zu seinem früheren Klub Levadiakos zurück. Nach Saisonende wurde er freigestellt und wechselte anschließend zu PAO Rouf.
2022 beendete er wegen des Gebrauchs verbotener Substanzen (Doping) seine Karriere.

## Nationalmannschaft
Mantzios gehörte zur jungen Generation von Spielern, die nach dem Gewinn Fußball-Europameisterschaft 2004 von Otto Rehhagel in den Kader der Griechischen Fußballnationalmannschaft berufen wurden.